# Lucas Veronese
Lucas Veronese (Cagnes-sur-Mer, 6 febbraio 1991) è un ex calciatore francese, di ruolo portiere.

## Carriera

### Club
Nella stagione 2013-2014 ha esordito in Ligue 1 con il Nizza.

### Nazionale
Ha preso parte al Mondiale Under-20 del 2011 senza disputare partite.